# Щелкалов Андрій Якович
Андрій Якович Щелкалов (? — бл. 1598) — московський державний діяч, думний дяк і дипломат за царювання Івана Грозного і Федора Іоановича. Борис Годунов високо цінував Щелкалова, але пізніше піддав його опалі і заслав у монастир.
Незважаючи на своє низьке походження, він разом з братом Василем досяг великого впливу на державні справи в останній чверті XVI століття. Протягом своєї майже піввікової служби Щелкалов виконував найрізноманітніші доручення, займав різні посади і керував іноді декількома приказами одночасно.